# Газі Машаль аль-Явер
Газі Машаль аль-Явер (араб. غازي مشعل عجيل الياور) — іракський державний і політичний діяч, виконував обов'язки президента країни після виводу з Іраку американських окупаційних військ.

## Життєпис
Освіту здобував у США, вивчав інженерну справу в Університеті Джорджтавна (Вашингтон). Упродовж багатьох років керував телекомунікаційною компанією в Саудівській Аравії. Після початку війни в Іраку Газі аль-Явер підтримав війська міжнародної коаліції й повалення режиму Саддама Хусейна.